# Emil Pleitner
Emil Theodor Pleitner (* 3. September 1863 in Brake; † 8. März 1925 in Oldenburg) war ein oldenburgischer Seminaroberlehrer, Journalist, Historiker, Schriftsteller, Dichter und Übersetzer. Für seine humoristischen Kolumnen in der Tageszeitung Nachrichten für Stadt und Land (Oldenburg) benutzte er die Pseudonyme Jocus und Lieschen Schnackerwatt.

## Leben
Nach der Volksschule besuchte Emil Pleitner von 1878 bis 1882 das Evangelische Lehrerseminar Oldenburg. 1884 absolvierte er in der 1. Kompanie, Oldenburgisches Infanterie-Regiment Nr. 91 (OIR 91), seinen Militärdienst; vermutlich als Einjährig-Freiwilliger.
Seine erste Lehrertätigkeit erfolgte in Schönemoor und Etzhorn (heute ein Stadtteil Oldenburgs). Von 1886 bis 1900 unterrichtete er an der Volksmädchenschule in Oldenburg. In diese Zeit fallen seine ersten Gedichte, Erzählungen und heimatkundlichen Abhandlungen.

### Schriftstellerische Tätigkeit
Pleitners erstes Buch, eine Biographie des Bauernpoeten Hinrich Janssen, erschien 1898. Sein wichtigstes Werk, die Geschichte Oldenburgs im 19. Jahrhundert, entstand 1899/1900 aus einer von ihm verfassten Artikelserie für die Nachrichten für Stadt und Land, der bedeutendsten Tageszeitung des Herzogtums. Trotz gewisser methodischer Schwächen und der Schwerpunktlegung auf Dynastie- und Militärgeschichte gilt sie auch heute noch als „solide Kulturgeschichte“ und wird immer noch als Materialsammlung genutzt, demonstriert jedoch gleichzeitig eher seine Sammlertätigkeit als historisch-kritisches Denken. Daran anschließend veröffentlichte er 1904 das Oldenburgische Quellenbuch.
Aufgrund seiner außerschulischen Verdienste wurde er vom Evangelischen Oberschulkollegium 1900 an das Lehrerseminar berufen, wo er vor allem in den unteren Klassen Deutsch und Schönschreiben unterrichtete. National und konservativ orientiert, lehnte er die beginnende Reformpädagogik ab. Er duldete auch in den 1920er Jahren nur die deutsche Kurrentschrift.
Stark von der Heimatbewegung beeinflusst, bediente sich Pleitner in seinen Erzählungen und Gedichten vermehrt des Plattdeutschen. Daneben übersetzte er eine Reihe von Gedichten des schottischen Poeten Robert Burns ins Plattdeutsche.
1908 war er mit dem Seminardirektor des Lehrerseminars Emil Künoldt und dem Hauptlehrer Heinrich Oehlmann an der Herausgabe des Lesebuchs für die Oberstufe der Volksschulen des Herzogtums Oldenburg beteiligt. Für die Heimatkunde des Herzogtums Oldenburg steuerte er die Artikel Oldenburgische Sagen, Volksaberglaube, Volkstümliche Tier- und Pflanzennamen sowie Volkssprache und Volksdichtung bei. Außerdem war er an der Neubearbeitung des Oldenburger Gesangbuchs der Evangelischen Landeskirche beteiligt.
Pleitners Stücke wurden teilweise am Großherzoglichen Residenztheater Oldenburg uraufgeführt, etwa das Historienschauspiel Dein Volk ist mein Volk (1911), das zur Zeit der Befreiungskriege gegen Napoleon spielt und durchwachsene Kritik einfuhr.

### Förderung kultureller Vorhaben
Aufgrund von Pleitners Engagement wurde in Oldenburg die Volkslese- und Bücherhalle als eine Art Stadtbibliothek eingerichtet. Noch im Ersten Weltkrieg initiierte er das Museum für Kriegserinnerungen, in dem Gegenstände, Schriftstücke, Abbildungen aller Art und Literatur zur Teilnahme von Oldenburgern am Weltkrieg gesammelt wurden. Dieses Museum wurde 1938 teilweise in das Stadtmuseum Oldenburg integriert; der Verbleib zahlreicher Exponate ist ungeklärt.

### Privatleben
Über seine Kindheit ist nichts, über sein Privatleben wenig bekannt. Er war mit der drei Jahre jüngeren Katharina geb. Schwarting aus Hammelwarden verheiratet. Aus der Ehe gingen drei Söhne hervor, von denen zwei im Ersten Weltkrieg und der dritte im Zweiten Weltkrieg fielen. Aufgrund der Herkunft seiner Frau aus Hammelwarden begann sich Pleitner für das dort befindliche Grab des Admirals der Reichsflotte, Karl Rudolf Brommy, zu interessieren. Die Benennung der Brommy-Straße im Oldenburger Stadtteil Nadorst 1908 ist mit großer Wahrscheinlichkeit auf seine Initiative zurückzuführen.
Pleitner war Ehrenmitglied des Veteranenvereins Oldenburg, in dem die Veteranen der Kriege von 1864, 1866 und 1870/71 organisiert waren. Anlässlich des 25. Jubiläums des Vereins am 2. September 1919 hielt Pleitner eine Festrede zur Schlacht von Sedan. Zu diesem Zeitpunkt umfasste der Verein noch gut 100 Mitglieder. Weiterhin war er Ehrenmitglied des Vereins der ehemaligen 91er.
Für sein Stück Neuenburger Festspiel wurde ihm 1913 von Großherzog Friedrich August von Oldenburg die Goldene Medaille für Kunst und Wissenschaft verliehen.

### Tod und Beisetzung
Anfang 1925 erkrankte Pleitner an einer Mandelentzündung, zu der eine so genannte Gehirngrippe trat. Er verstarb am 8. März 1925. Am Trauerzug fünf Tage später nahmen Angehörige des Vereins der ehemaligen 91er, des Kampfgenossenvereins, des Veteranenvereins, Schüler und Lehrer des Seminars sowie des Oberschulkollegiums und zahlreiche Zivilpersonen aus Stadt und Land teil. Anwesend waren auch Oberst a. D. Wilhelm von der Lippe vom früheren OIR 91 und Polizei-Oberst Oscar Wantke, in Personalunion Kommandeur der oldenburgischen Ordnungspolizei und Gendarmerie (Großherzoglich Oldenburgisches Gendarmeriekorps). Die Landesregierung des Freistaats hatte keinen Vertreter entsandt. Pleitner wurde auf dem Gertrudenfriedhof beigesetzt.

## Nachlass
Der Nachlass Emil Pleitners befindet sich im Niedersächsischen Staatsarchiv Oldenburg, Signatur 271-15.

## Erinnerung
- Emil-Pleitner-Gang im Oldenburger Stadtteil Osternburg.
- Emil-Pleitner-Straßen in Brake, Varel-Obenstrohe und Wardenburg.

## Werke
- Die Enthüllung des Brommy-Denkmals in Hammelwarden. In: Nachrichten für Stadt und Land. (Oldenburg) vom 23. September 1897, S. 1.
- Hinrich Janssen, der butjadinger Bauernpoet. Sein Leben und sein Dichten. Oldenburg. 1898.
- Oldenburg im 19. Jahrhundert. 2 Bde., Oldenburg. 1899/1900.
- „Heil Dir, o Oldenburg!“ Aufsätze und Gedichte. Oldenburg. 1901.
- Oldenburgisches Quellenbuch. Oldenburg. 1904 (Digitalisat).
- Als Herausgeber mit H. Neels: Deutsche Geschichte für oldenburgische Schulen (Mit einem Anhange, das Wichtigste aus der alten Geschichte enthaltend). Delmenhorst. 1905.
- Botterblomen. Plattdeutsche Gedichte. 1906.
- Van use Slag. Jever. 1906.
- mit Emil Künoldt und Heinrich Oehlmann (Hrsg.): Lesebuch für die Oberstufe der evangelischen Volksschulen des Herzogtums Oldenburg. Oldenburg. 1908.
- Altsächsische Weihnacht (Weihnachtsspiel). Oldenburg. 1911.
- Dein Volk ist mein Volk. (Historisches Drama). Oldenburg. 1911. Uraufführung am Großherzoglichen Residenztheater, 2. Februar 1911, Theaterzettel (Digitalisat, Landesbibliothek Oldenburg).
- Wilhelm Schwecke, Wilhelm von Busch, Heinrich Schütte (Hrsg.): Heimatkunde des Herzogtums Oldenburg, 2 Bde. Oldenburg. 1913.
- Neuenburger Heimatspiel. Oldenburg. 1913.
- Die Reformation im Oldenburger Lande. Oldenburg. 1917.
- Durch Not und Tod. Ein Festspiel in sechs Teilen zum Regimentsappell ehemaliger 91er. Oldenburg. 1921.
- Oldenburger Heimathefte. Lesestoff für die Schule. H. 1. Oldenburg. 1950.
- Up´n Sann un anners wat. Oldenburg. 1957.